# Dominik Wania

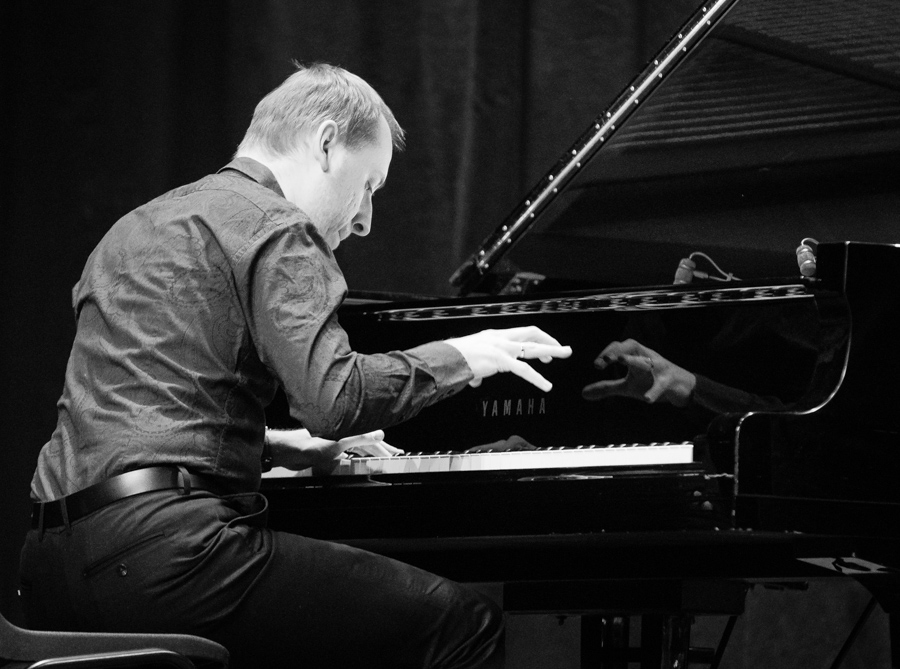
Dominik Wania (2020)
Bild: Tore Sætre

Dominik Wania (* 24. November 1981 in Sanok) ist ein polnischer Jazzmusiker (Piano, Komposition).

## Leben und Wirken
Wania erhielt bereits im Alter von drei Jahren klassischen Klavierunterricht. 2005 absolvierte er seine Ausbildung als klassischer Konzertpianist an der Musikakademie Krakau bei Andrzej Pikul mit Auszeichnung. Zwischen 2006 und 2008 studierte er mit einem Stipendium am New England Conservatory in Boston im Masterstudiengang als Jazzmusiker bei Danilo Pérez, Jerry Bergonzi, George Garzone, Ran Blake, Allan Chase und Frank Carlberg. Er promovierte über den Einfluss von Maurice Ravels Harmoniesystem auf das zeitgenössische Jazz-Piano.
Wania hat mit Musikern wie Tomasz Stańko, Marcus Miller, Dave Liebman, Lee Konitz, Anders Jormin, Gary Thomas, George Garzone, Eddie Henderson, Marilyn Mazur, Joey Baron, Nguyên Lê, Don Byron, Zbigniew Namysłowski, Janusz Muniak und Elma Kais zusammengearbeitet. Mit seinem eigenen Trio veröffentlichte er das Album Ravel und trat beim Jazzfest Bonn auf. Seit 2011 gehört er zum Quartett und seit 2013 auch zum International Quartet von Maciej Obara, mit dem er mehrere Alben veröffentlichte und international auf Tournee ist. 2020 erschien ein Soloalbum.
Weiterhin lehrt er als Hochschullehrer an der Musikakademie Krakau und am Institut für Jazz in Katowice.

## Preise und Auszeichnungen
Wania gewann 1998 den Kulturpreis seiner Geburtsstadt. 2003 erhielt er den Ersten Preis beim Kammermusikwettbewerb in Krakau und 2005 den Ersten Preis beim Jazzpiano-Wettbewerb in Warschau. 2014 erhielt er den Preis Gwarancja Kultury in der Kategorie Jazz, Rock, und Anderes. Im selben Jahr wurde er für sein Album Ravel mit zwei Fryderyks der Phonographischen Akademie Polens in den Kategorien „Jazz-Album des Jahres“ und „Debüt des Jahres“ ausgezeichnet. 2019 erhielt er mit dem Maciej Obara International Quartet den BMW Welt Jazz Award.

## Diskographische Hinweise
- Lonely Shadows (ECM 2020)
- Nak Trio: The Other Side of If (Double Moon Records 2015, mit Michał Kapczuk, Jacek Kochan)[5]
- Dominik Wania Trio: Ravel (For Tune 2013, mit Max Mucha und Dawid Fortuna)
- Bronisław Suchanek & Dominik Wania: Sketch in Blue (2008)
- Geni Skendo & Dominik Wania: Portraits (2008)